# タイムスリップ探偵団
タイムスリップ探偵団とは、講談社青い鳥文庫から刊行されている作品。著者楠木誠一郎、挿絵村田四郎（第1巻～第8巻）、岩崎美奈子（あなたに贈る物語（ストーリー）・第9巻～第29巻）、たはらひとえ（第30巻～）。題名に「名探偵!」がつくことから「名探偵!シリーズ」とも言われる。

## 世界観
- 主人公たちは、写真機のストロボや雷、転んだ時など何かの拍子にタイムスリップしてしまう。でも、体質ではなく他に何か大きな原因があるらしい。
- 時界、現世、魔界が存在する。また、それぞれを繋ぐ通り道もある。
- 各巻の登場人物（主にメインキャラクター）の性格が史実と異なっている場合が多く、物語の見どころとなっている。
- タイムスリッパー、タイムトリッパーはタイムパトロールが監視している。また、タイムスリッパー、タイムトリッパーを捕まえ、タイムパトロールに差し出して報酬をもらうタイムハンターもいる。

タイムパトロールにはタイムスリッパーなどが歴史を大きく変えないかぎり捕まえないハト派と、タイムスリップすれば絶対に捕まえるタカ派がいる。
- 過去の自分と未来の自分が目をあわせると時界が崩壊する。

## 登場人物

### 主な登場人物
氷室拓哉
主人公。音羽小学校から地元の音羽中学校へ進学。
テニス部に入っているが映画部を作るという野望を持っている。六年生の通知表は、算数と国語以外は普通らしい。香里からは「拓っくん」、亮平からは「拓哉」と呼ばれている。亮平と二人で香里ちゃんのボディガード（のつもり）をやっている。
父は元警察官。体調の悪化を理由に今はガードマンをやっている。母はパートで働いている。
勉強はできないが、運動神経はバツグン。ただ、香里ちゃんには敵わない。
遠山香里
主人公。音羽小学校から私立桜葉女子学園へ進学した。
中学では吹奏楽部に入っていて、トランペットを吹いている。勉強も運動も音楽、図工も、なんでもこいのスーパー中学生。通知表はすべて優れている。唯一の弱点は料理が壊滅的に下手な事。
友達の拓哉、亮平がボディーガード（のつもり）をしているが、主人公たち三人の中ではダントツで逃げ足が速い。拓哉と亮平からは「香里ちゃん」と呼ばれている。
母は有名な推理作家、鮎川里沙。作品は二時間ドラマの題材にもなっている。父は大学教授。アメリカに渡ることもあった。姉は香里と同じ私立桜葉女子学園に通っている。陶芸部。
平安時代からついてきた犬、タイムを飼っている。しかし、その正体は……？
堀田亮平
主人公。音羽小学校から地元の音羽中学校へ進学した。
小学五年生で高校の相撲部からスカウトが来るくらい体が大きいが、和菓子食べたさから茶道部に入っている。紅一点ならぬ黒一点として、力仕事に使われている（本人は重宝されていると思っている）。六年生の通知表には、普通が三つしかなく、それ以外は頑張ろうらしい。運動全般が出来ないが、唯一水泳はできる。
時代劇が大好き。時代劇オタク、時代劇マニアと呼ばれると怒り、時代劇ファンと呼んでもらいたいらしい。また、家がレストラン堀田というレストランで、堀田食堂と呼ばれると怒る。
香里からは「亮平くん」、拓哉からは「亮平」と呼ばれている。
お父さんは自称・洋食の鉄人で、拓哉と香里曰く立っていられるのが不思議なほど痩せている。お母さんは対照的にふくよかな体型で、自称ウエイトレス。亮平の妹、茜ちゃんを背負っての登場が多い。
タイム
安倍晴明の式神。安部晴明の時代に行ったときついてきてしまった。今は犬の姿で香里に飼われていて、三人のタイムスリップに同行している。
熟睡したとき、紙人形になる。拓哉の父に捨てられそうになったこともある。三人には式神だと気付かれていない。普段は犬の姿をしているが烏や人形（ひとがた）になったりもできる。名前が決まるまでは、拓哉に「わんこ」と呼ばれていた。
野々宮麻美
美人大学生。国文学を専攻している。処女。
タイムスコープを使って三人がタイムスリップする先々で先回りする、意外と謎多き人物。はじめは主人公たちと同じ偶然のタイムスリップだったが、そのうち、タイムパトロールになる。『新選組は名探偵！』では趣味と言っている。
高校時代は、合気道部だったらしい。剣道・弓矢もできる。
彼氏は手塚理夫さん。香里の父の教え子で、主人公たちとは『平賀源内は名探偵！』で初めて会う。
夏目漱石（夏目くん、夏目少年）
数えで十三歳の頃の夏目漱石。実際は主人公たちと同い年。初めてのタイムスリップ先、明治時代の東京で会った。東京府立第一中学校正則科第七級乙。
途中からタイムスコープを所持。主人公を少し見下した態度を取ることもある。香里のことを好いているらしい行動もとることがある。
樋口一葉（なっちゃん）
子供の頃の樋口一葉。生意気な性格。亮平をよく蹴って遊んでいる。
本人曰く、『南総里見八犬伝』を三日で読み終わったらしい。
初めてのタイムスリップ先で出会う。誘拐されていたが、自作自演だと明らかになる。
上岡蓮太郎（上岡【かみおか】さん）
カメラマン。
上野公園内の歴史風俗博物館の中の上岡写真館で働いている。上岡写真館は、明治時代から同じ場所にある。ストロボ付きのタイムスコープを持っている。タイムスコープの使い方はイマイチ。

### 各巻の登場人物

#### 坊っちゃんは名探偵!
夏目漱石の両親
訳あって仲が悪い。

#### ご隠居さまは名探偵!
水戸黄門
ひょうきん者。印籠に金平糖を入れている。
拓哉・香里・亮平曰く、「偽者のほうが黄門様らしい」。食い意地がはっていて、亮平といい勝負。その地位と印籠を利用して団子屋から団子をせしめた。主人公達や助さん、格さんにはご隠居さまと呼ばれている。
助さん
水戸黄門のお供。
格さん
水戸黄門のお供。拓哉曰く「色男」。
猿
偽者が飼いならしていた。結局、訳あって水戸黄門と仲良くなった。

#### お局さまは名探偵!
清少納言
香里曰く姉御タイプ。かき氷の「すい」が好きらしい。
『清少納言は名探偵!!』では現代にタイムスリップする。
紫式部
清少納言のライバル。『源氏物語』の作者。鰯が好物らしい。
『清少納言は名探偵!!』では現代にタイムスリップする。
紫式部の乳母
タイムパトロール。
目がすごい。雷によりおそらく死亡。麻美を殺そうとした。他にも3人の女性を殺している。

#### うつけ者は名探偵!
織田信長
臆病な性格。記憶力が良い。ゲームオタク。囲碁や将棋が好きで、「うつけ者」と言われている。亮平が「おつけもの」と聞き間違えていた。はじめはその頼りない姿に主人公たちから「信長くん」と呼ばれていたが、成長していくにつれ信長さん、信長さま、と呼んでもらえるようになる。
太田牛一
織田信長の伝記、信長公記の作者。弓の名手。実はタイムパトロールで、主人公たちを未来に戻してくれる。
林新五郎通勝
信長の家臣。林通勝。作中では信長に「じいさん」と呼ばれ、主人公たちにも「林のおじいさん」と呼ばれる。
柴田修理亮勝家
信長の家臣。柴田勝家。作中では信長に「おっさん」と呼ばれ、主人公たちにも「柴田のおじさん」と呼ばれる。
濃姫
信長の側室。作中で今川義元に誘拐される。麻美さん（野々宮麻美）がタイムスリップした間、そのもとで働いていた。
今川義元
信長の宿敵。作中信長の妻・濃姫を誘拐する。

#### 陰陽師は名探偵!
安倍晴明
式神使いが荒い。
呪文を唱えるときに「むにゃむにゃ…」ととなえる。なぜか出したいものや起こしたいことと反対のことが出たり起こったりする。
なんでも適当で、不真面目な性格。主人公たちからは晴明くんと呼ばれる。
十二神将
いつも晴明にこき使われている。
式神
いつも晴明にこき使われている。
蘆屋道満
晴明の宿敵。術くらべで対決、その後魔界にも一緒に行く。イケメンだが頭がかたい。

#### 大泥棒は名探偵!
次郎吉
こそ泥。気が弱い。
そばを食べると変身し、強くなる。しかし、3分しかもたない。元に戻ると、その間の記憶は無い。自分では、なぜ服が破れているのかがわからない。
斎藤周
カラクリ師。主人公たちと次郎吉が江戸城に潜入するときのアイテムも作ってくれた（全て作戦が裏目に出た）。あまり役に立たない。

#### 女王さまは名探偵!
卑弥呼
超能力が使える。山を動かしたりした。拓哉のことを気に入った様子。空気バズーカ砲で…？
ヒレツ
卑弥呼さまの弟。名前の通り、卑劣。
トヨ
主人公たちが弥生時代にタイムスリップして最初に会った。

#### 牛若丸は名探偵!
牛若丸
史実と違って女性になっている。つけむかばをとると京都のおばちゃんの口調になり、飴ちゃんを配り始める。つけむかばをつけると元に戻る。そのせいで拓哉たちによく遊ばれる。
弁慶
兵僧。
牛若丸のことが好き。香里に手伝ってもらって、牛若丸に恋文を書いた。

#### 坂本龍馬は名探偵!!
坂本龍馬
少年時代は泣き虫。よばったれ（寝小便たれ）。ケンカに負けたり、お姉さんの乙女さんに頼ったり、頼りない性格。
坂本乙女
龍馬のお姉さん。しっかりしていて面倒見がよく、主人公たちが変えてしまった幕末の世界では龍馬に変装して薩長同盟を結ぶ立役者となる。

#### 平賀源内は名探偵!!
平賀源内
なぜかタイムスコープを持っている。「エレキテル」を作った発明家で、「ん？んん？んんん？」が口癖。
森羅万象（しんらまんぞう）
本名を源内にふざけて言われている。桂川甫粲というペンネームもある。
昔、タイムパトロール（時間管理局）に所属していた。
田沼意次
時の権力者。

#### 聖徳太子は名探偵!!
小仁
聖徳太子になる前の人物。神経性胃炎。
蘇我馬子
誰が聖徳太子になるか決める審査員をしている。駄洒落好き。
また、この作品では厩戸皇子が10人いたことになっている。亮平いわく「あと一人いれば厩戸イレブン」。

#### 新撰組は名探偵!!
近藤勇
新撰組局長。
土方歳三
新撰組副長。
沖田総司
新撰組の隊士。結核を患っている。子供好き。

#### 豊臣秀吉は名探偵!!
豊臣秀吉
成金趣味。
『織田信長は名探偵!』でも登場する。
猿
秀吉が飼っている猿。
秀吉が信長に猿と言われていたからことから、秀吉が「猿」と呼ぶ。ほとんど八つ当たり。
石川五右衛門
天下の大泥棒。
豊臣秀吉が宝としている「九十九髪」という茶入れを狙っている。大凧を使う。
タイムスリッパーではないかと言われている。
石川六右衛門
五右衛門の息子。大凧を使う。
北政所
秀吉の正室。秀吉はねねと呼んでいる。
淀殿
秀吉の側室。
また、大坂城内には、石川五右衛門をつかまえるためいろいろな仕掛けがある。

#### 清少納言は名探偵!!
静香
レディースの総長代理。
千石梨花
香里の姉の友達。
早口先生
権藤校長先生
庄司教頭先生

#### 福沢諭吉は名探偵!!
福沢諭吉
適適斎塾の塾長。お調子者。
長与
適適斎塾の秀才。諭吉をライバル視している。

#### 一休さんは名探偵!!
遠山理紗
香里のママ。
推理作家でペンネームは旧姓の鮎川理紗。今回、3人組と一緒にタイムスリップしてしまう。結構天然。

#### 安倍晴明は名探偵!!
八口さん
理紗の推理物語が原作のドラマの主役をつとめる。

#### 宮沢賢治は名探偵!!
賢治くん
鉱物拾いが大好き。
3人が21世紀から持ってきてしまったダイヤモンドを盗もうとした。

#### 宮本武蔵は名探偵!!︎
宮本武蔵
佐々木小次郎

#### 徳川家康は名探偵!!︎
徳川家康
本能寺の変を知り伊賀越えを決意する。
穴山信君
家康にかなりそっくりな家康の付き添い。家康の影武者。
望月さん
家康に仕えるくノ一（女忍者）。
本多忠勝
家康の家臣。
服部半蔵
家康の家臣。

#### 織田信長は名探偵!!︎
織田信長
桶狭間の戦いの際に比べてかなり立派になっていた。
徳川家康
信長と同盟を結んでいる。
鳥居強右衛門
奥平家の武士。
武田勝頼
長篠城に攻めてきた武田家当主。
犬がかなりの苦手。

#### 黒田官兵衛は名探偵！
黒田官兵衛
妖術が大好き。

#### 伊達政宗は名探偵!!︎
梵天丸
のちの伊達政宗。 「遅れてきた戦国武将」「もう20年早く生まれていれば天下を取れた」などと言われる。5歳の時に天然痘になり、右目をくり抜く。眼帯をしている。自分に自信がない。
竺丸
のちの伊達小次郎政道。料理が得意。
義姫
梵天丸、竺丸の母。
伊達輝宗
梵天丸、竺丸の父。

#### 西郷隆盛は名探偵!!︎
西郷隆盛
愛加那
西郷隆盛の妻。菊次郎の母。香里達がタイムスリップした時は、農民の敵だった。
龍健介
愛加那の幼馴染で愛加那の元許婚。
香里曰く、「イケメン」。
佐恵志
愛加那の父。
相良角兵衛
奄美大島の代官。
木場伝内
横目（監視役）。

## 用語
タイムスリップ
自らの意思に関係なく何らかの理由で時界に迷い込むこと。
タイムトリップ
自らの意思で時間移動をすること。
タイムスリッパー
タイムスリップをする人物。拓哉・香里・亮平などが当たる。
タイムトリッパー
タイムトリップする人物。
上岡蓮太郎（上岡さん）、野々宮麻美（麻美さん）や、夏目くん（夏目漱石）、なっちゃん（樋口奈津）、タイムパトロール（時間管理局）などがあたる。
タイムハンター
タイムスリッパー、タイムトリッパーを捕まえ、タイムパトロールに差し出して報酬をもらう者たち。月岡麗子らがこれにあたる。
タイムスコープ
タイムトリップするための道具。また、他の場所、時間のことを見る事も可能。
上岡さん、野々宮麻美、夏目漱石、平賀源内などが所持。
タイムパトロール（時間管理局）
タイムスリッパーを見張っている。
ハト派
タイムパトロールの中でもタイムスリッパーに対して寛容で、歴史を変えない限り捕まえようとはしない。
タカ派
ハト派とは対照的に、時間移動しただけでも捕まえようとしてくる。また、何があったのかは分からないが、タイムパトロールがハト派、タカ派に分断された原因は麻美さんらしい。
現世
現在のこと。拓哉・香里・亮平・麻美さん・上岡さんがなど住む場所。
時界
魔界・現世と繋がっている。来るときに視界が真っ白になる。
魔界
魔物の住む世界。タイムスリップ・トリップに失敗するとここに来る。わざと来ることもできる。来るときに視界が真っ黒になる。かつては菅原道真の怨霊、主人公たち曰く「怨霊魔王」が君臨していた。

## 作品リスト
- 坊っちゃんは名探偵! 夏目少年とタイムスリップ探偵団（2001年12月14日　ISBN 978-4-06-148573-0）
- ご隠居様は名探偵! 水戸黄門とタイムスリップ探偵団（2002年12月13日　ISBN 978-4-06-148604-1）
- お局様は名探偵! 紫式部と清少納言とタイムスリップ探偵団（2003年6月15日　ISBN 978-4-06-148618-8）
- うつけ者は名探偵! 織田信長とタイムスリップ探偵団（2003年12月15日　ISBN 978-4-06-148633-1）
- 陰陽師は名探偵! 安倍晴明とタイムスリップ探偵団（2004年6月15日　ISBN 978-4-06-148653-9）
- 大泥棒は名探偵! ねずみ小僧次郎吉とタイムスリップ探偵団（2004年12月15日　ISBN 978-4-06-148670-6）
- 女王様は名探偵! ヒミコとタイムスリップ探偵団（2005年6月15日　ISBN 978-4-06-148688-1）
- 牛若丸は名探偵! 源義経とタイムスリップ探偵団（2005年12月15日　ISBN 978-4-06-148709-3）
- 坂本竜馬は名探偵!! タイムスリップ探偵団と竜馬暗殺のナゾの巻（2006年12月15日）
- 平賀源内は名探偵!! タイムスリップ探偵団とキテレツアイテムの巻（2007年6月15日）
- 聖徳太子は名探偵!! タイムスリップ探偵団と超能力バトル? の巻（2007年12月15日）
- 新選組は名探偵!! タイムスリップ探偵団と幕末ちゃんちゃんばらばらの巻（2008年6月15日）
- 豊臣秀吉は名探偵!! タイムスリップ探偵団と大坂城危機一髪の巻（2008年12月17日）
- 清少納言は名探偵!! タイムスリップ探偵団と春はあけぼの大暴れの巻（2009年3月15日）
- 福沢諭吉は名探偵!! タイムスリップ探偵団とてんやわんやの蘭学授業の巻（2009年6月15日）
- 一休さんは名探偵!! タイムスリップ探偵団と電光石火のとんち一大合戦の巻（2009年12月15日）
- 安倍晴明は名探偵!! タイムスリップ探偵団とずっこけ陰陽師の妖怪大パニックの巻（2010年3月15日）
- 宮沢賢治は名探偵!! タイムスリップ探偵団と銀河鉄道大暴走の巻（2010年6月15日）
- 宮本武蔵は名探偵!! タイムスリップ探偵団と巌流島ずっこけ決闘の巻（2010年12月15日）
- 徳川家康は名探偵!! タイムスリップ探偵団と決死の山越え珍道中の巻（2011年6月25日）
- 平清盛は名探偵!! タイムスリップ探偵団と鬼退治でどんぶらこの巻（2011年12月15日）
- 織田信長は名探偵!! タイムスリップ探偵団と戦国生き残りゲームの巻（2012年6月15日）
- 真田幸村は名探偵!! タイムスリップ探偵団と十勇士忍者バトルの巻（2012年12月15日）
- 源義経は名探偵!! タイムスリップ探偵団と源平合戦恋の一方通行の巻（2013年6月15日）
- 新装版　清少納言は名探偵!! タイムスリップ探偵団と春はあけぼの大暴れの巻（2013年9月15日）
- 黒田官兵衛は名探偵!! タイムスリップ探偵団と中国大返しを成功させよ! の巻（2013年11月15日）
- 伊達政宗は名探偵!! タイムスリップ探偵団と跡目争い料理対決! の巻（2014年5月15日）
- 西郷隆盛は名探偵!! タイムスリップ探偵団と南の島のサバイバル戦争! の巻（2014年12月11日）
- 真田十勇士は名探偵!! タイムスリップ探偵団と忍術妖術オンパレード! の巻（2015年12月12日）
- 関ヶ原で名探偵!! タイムスリップ探偵団は天下分け目を行ったり来たりの巻 （2016年11月11日）
- ナポレオンと名探偵! タイムスリップ探偵団 フランスへ（2017年7月6日）
- クレオパトラと名探偵! タイムスリップ探偵団 古代エジプトへ（2017年12月8日）
- ベートーベンと名探偵! タイムスリップ探偵団 音楽の都ウィーンへ（2018年4月13日）
- マリー・アントワネットと名探偵! タイムスリップ探偵団 眠らない街パリへ（2018年9月13日）

### 他作家との合同形式
- おもしろい話が読みたい!青龍編（2005年7月15日）

卒業生は名探偵! パパとママとタイムスリップ探偵団
- あなたに贈る物語（ストーリー）（2006年11月21日）

樋口一葉は名探偵! タイムスリップ探偵団、タイムスリップしない!? の巻